# Prințul Ferdinand, Duce de Alençon

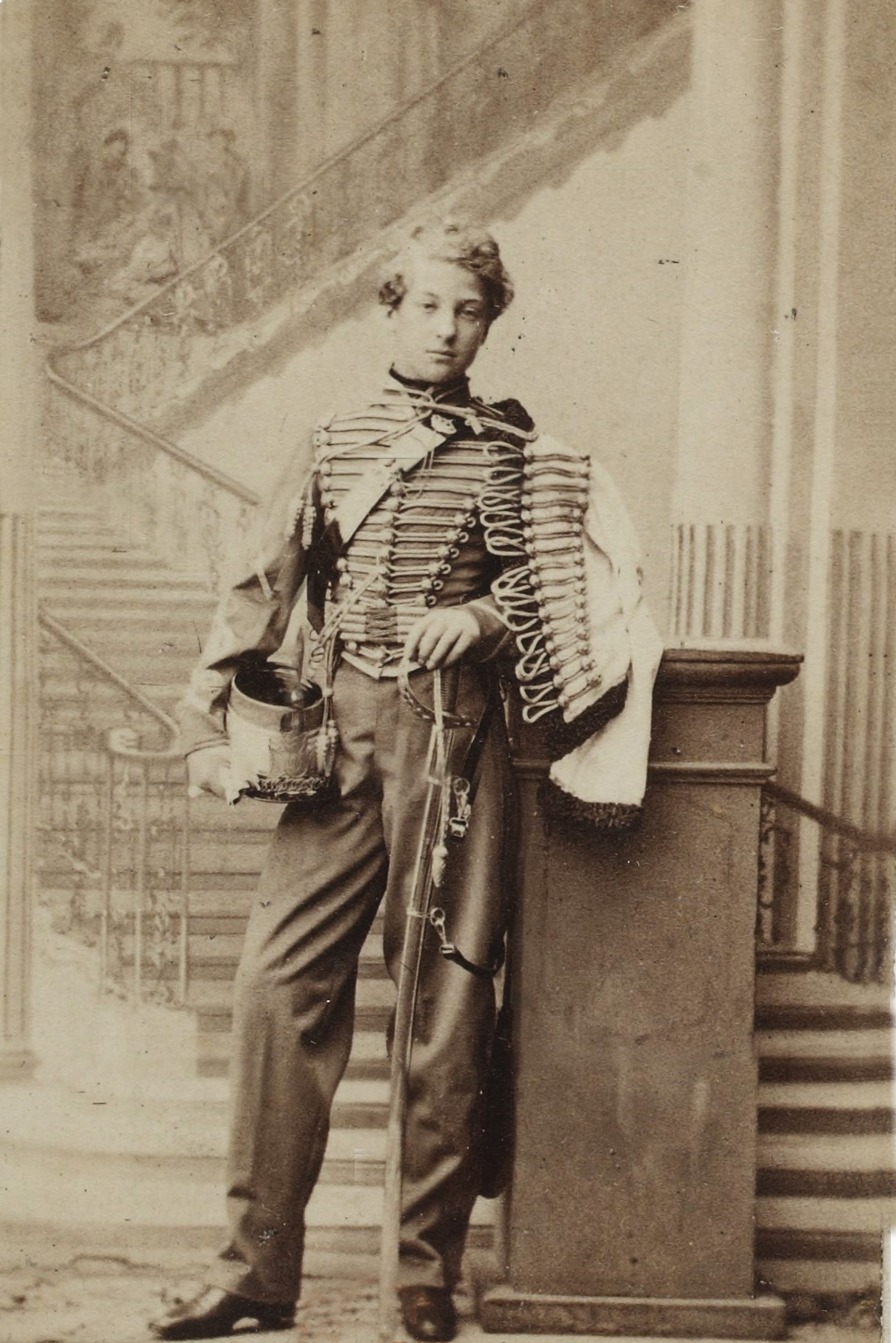
Prințul Ferdinand Philippe, Duce de Alençon.

Ferdinand Philippe Marie, Duce de Alençon (12 iulie 1844 – 29 iunie 1910) a fost al doilea fiu al lui Louis, Duce de Nemours și a Prințesei Victoria de Saxa-Coburg-Kohary (verișoară primară a reginei Victoria).

## Biografie
Nepot al regelui Ludovic-Filip al Franței, ducele de Alençon a fost al doilea fiu al lui Louis d'Orléans (1814-1896), duce de Nemours și a Prințesei Victoria de Saxa-Coburg-Kohary (1822-1857). A fost botezat Ferdinand-Philippe în omagiul unchiului său, Prințul Regal, decedat într-un accident cu doi ani înainte de nașterea lui. Prin mama sa, prințul a fost nepotul Ferdinand de Saxa-Coburg și Gotha (1785-1851) și a Mariei Antonia Koháry. Cumnata lui era Isabel, Prințesă Imperială a Braziliei.

### Căsătorie și copii
La 28 septembrie 1868 s-a căsătorit cu Sophie Charlotte Augustine (1847-1897), care era sora Elisabetei de Bavaria, împărăteasă a Austriei. Cuplul a avut doi copii:
- Louise d'Orléans (1869–1952), care s-a căsătorit cu Prințul Alfons de Bavaria (1862–1933); au avut copii.
- Emmanuel d'Orléans (1872–1931), duce de Vendôme, care s-a căsătorit cu Prințesa Henriette a Belgiei; au avut copii.